# Ivan Čehok
Ivan Čehok (Korenjak, Maruševec, 13. rujna 1965.) je hrvatski političar, filozof, prevoditelj, pjesnik i publicist. 
Osnovnu i srednju školu završio je u Varaždinu, studirao je filozofiju i komparativnu književnost na Filozofski fakultet u Zagrebu, magistrirao na Internuniverzitetskom centru za poslijediplomske studije u Dubrovniku i doktorirao filozofiju na Filozofskom fakultetu u Zagrebu. Magistarski rad o filozofiji Stjepana Zimmermanna obranio je 1993., objavivši djelo Filozofija Stjepana Zimmermanna. 
Autor je ili koautor više filozofskih djela, između ostalih pet udžbenika etike i filozofije za srednje škole te nekoliko sveučilišnih udžbenika. Od djela se ističu Etika - priručnik jedne discipline (koautor s Ivanom Koprekom), Filozofija odgoja Eugena Finka, Filozofija - misliti i biti, Mala povijest hrvatske filozofije (u: J. Hirschberger, Mala povijest filozofije) i druga. Preveo je više djela s područja filozofije i odgojnih znanosti kao i više dokumenata (Prema društvu koje uči). Sudjelovao je u izradi strategija obrazovanja (2001.) kao i programa izobrazbe za ljudska prava Ministarstva znanosti i obrazovanja.
Bio je zaposlen kao sveučilišni nastavnik na Učiteljskom fakultetu i Sveučilištu Sjever, jedan je od inicijatora i pokretača Veleučilišta u Varaždinu, koje je poslije preraslo u Sveučilište Sjever. Nastavnički rad prekinuo je 2000. postavši zastupnik u Hrvatskome saboru na listi koalicije SDP-HSLS te je uzastopce triput biran u Hrvatski sabor, bio je i potpredsjednik Odbora za znanost, obrazovanje i kulturu.
Nakon ostavke Dražena Budiše početkom 2004. godine preuzeo je vođenje Hrvatske socijalnoliberalne stranke te je vodio stranku i uspio je ponovno ujediniti spajanjem s Liberalnom strankom, ali se na prvim izborima za predsjednika nakon ujedinjenja nije više kandidirao. Od 2010. godine postao je nezavisnim zastupnikom i nezavisnim gradonačelnikom Varaždina.
U poeziji se javio 1992. zapaženim i nagrađenim pjesmama i opusom na kajkavskom jeziku, bio je i predsjednik Varaždinskoga književnog društva, kajkavske pjesme uvrštene su u antologije kajkavske poezije 20. stoljeća. Kao publicist uredio je nekoliko monografija o Varaždinu.
Ivan Čehok bio je gradonačelnik Varaždina od 2001. do 2011. godine, kada je dao ostavku iz istražnog zatvora zbog optužbi da je oštetio Grad za višemilijunske iznose u nekoliko slučajeva. Iako su sudski procesi još u tijeku, 2017. godine kandidira kao nezavisni kandidat i u drugom krugu pobjeđuje s osvojenih 68,50 posto glasova. U međuvremenu je pravomoćno oslobođen za neka kaznena djela, postupak se i dalje vodi za druga djela. Vodio je nekoliko velikih gospodarskih projekata kao što su osnivanje Slobodne zone Varaždin, jedne od najvećih industrijskih zona u ovome dijelu Europe, osnivanje Zone male privrede Jalkovec i Tehnološkoga parka Varaždin za što je i nagrađen priznanjem Hrvatske gospodarske komore. U njegovom mandatu Varaždin je po međunarodnim znanstvenim istraživanjima nekoliko puta proglašen najboljim gradom za poduzetništvo kao i najboljim gradom za život, uz nisku stopu nezaposlenosti i visoku stopu zaposlenosti.
Na lokalnim izborima 2021. gubi položaj gradonačelnika i prelazi u oporbu u Gradskom vijeću.

## Vanjske poveznice
- Ivan Čehok - gradonačelnik grada Varaždina